# Phyllogomphoides singularis
Phyllogomphoides singularis là loài chuồn chuồn trong họ Gomphidae. Loài này được Belle mô tả khoa học đầu tiên năm 1979.